# Jagdstaffel 20
La Jagdstaffel 20 (in tedesco: Königlich Preußische Jagdstaffel Nr 20, abbreviato in Jasta 20) era una squadriglia (staffel) da caccia della componente aerea del Deutsches Heer, l'esercito dell'Impero tedesco, durante la prima guerra mondiale (1914-1918).

## Storia
La Jagdstaffel 20 viene fondata il 25 ottobre 1916 nel settore delle operazioni della 2ª Armata e messa subito a supporto di questa unità.Prima di essere spostata a supporto della 6ª Armata il 1º gennaio 1917, la squadriglia soffrì la prima perdita di un proprio pilota nel giorno della vigilia di Natale del 1916. La prima vittoria aerea fu ottenuta l'11 marzo 1917 dal Leutnant Alfred Niederhoff. Il 27 maggio la Jaste 20 fu spostata a supporto della 4ª Armata e l'8 dicembre fu trasferito per supportare le azioni della 17ª Armata dove rimase fino all'8 aprile del 1918 quando fu riassegnata alla 4ª Armata fino alla fine della Grande Guerra.
Il Leutnant Joachim von Busse è stato l'ultimo Staffelführer (comandante) della Jagdstaffel 20.
Alla fine della prima guerra mondiale alla Jagdstaffel 20 vennero accreditate 64 vittorie aeree. Di contro, la Jasta 20 perse 21 piloti, 11 furono feriti in azione oltre a 4 piloti uccisi e 3 ferito in incidenti aerei.

## Lista dei comandanti della Jagdstaffel 20
Di seguito vengono riportati i nomi dei piloti che si succedettero al comando della Jagdstaffel 20.
| Grado        | Nome               | Periodo                            |
| ------------ | ------------------ | ---------------------------------- |
| Oberleutnant | Fritz Heising      | 25 ottobre 1916 – 19 ottobre 1917  |
| Leutnant     | Rudolf Wendelmuth  | 19 ottobre 1917 – 30 novembre 1917 |
| Leutnant     | Joachim von Busse  | 30 novembre 1917 - 1 agosto 1918   |
| Leutnant     | von Eckartsburg    | 1 agosto 1918 – ?                  |
| Leutnant     | Waldemar von Dazur | ? - ?                              |
| Leutnant     | Joachim von Busse  | ? - 11 novembre 1918               |

## Lista delle basi utilizzate dalla Jagdstaffel 20
- AFP 2
- Essigny-le-Petit, Francia
- Aisne, Francia
- Artemps, Francia
- Guise, Francia
- Montkerke
- Varsenare, Belgio
- Guesnain, Francia
- Rumbeke, Belgio
- Menen, Belgio

## Lista degli assi che hanno prestato servizio nella Jagdstaffel 20
Di seguito vengono elencati i nomi dei piloti che hanno prestato servizio nella Jagdstaffel 20 con il numero di vittorie conseguite durante il servizio nella squadriglia e riportando tra parentesi il numero di vittorie aeree totali conseguite.
| Asso                   | Vittorie |
| ---------------------- | -------- |
| Karl Plauth            | 10 (17)  |
| Joachim von Busse      | 7 (11)   |
| Raven von Barnekow     | 5 (11)   |
| Johannes Gildemeister  | 5        |
| Friedrich Mallinckrodt | 4 (6)    |
| Rudolf Wendelmuth      | 3 (14)   |
| Alfred Niederhoff      | 2 (7)    |
| Otto Creutzmann        | 1 (8)    |
| Wilhelm Schwartz       | 1 (8)    |
| Hermann Stutz          | 1 (6)    |
| Hans Viebig            | 1 (5)    |
| Georg Weiner           | 1 (9)    |